# Nunungan
Nunungan is een gemeente in de Filipijnse provincie Lanao del Norte in het noorden van het eiland Mindanao. Bij de laatste census in 2007 had de gemeente bijna 14 duizend inwoners.

## Geografie

### Bestuurlijke indeling
Nunungan is onderverdeeld in de volgende 25 barangays:
| - Abaga - Bangco - Cabasaran - Canibongan - Dimayon - Inayawan - Kaludan - Karcum - Katubuan - Liangan - Lupitan - Malaig - Mangan | - Masibay - Notongan - Panganapan - Pantar - Paridi - Petadun - Poblacion - Rarab - Raraban - Rebucon - Songgod - Taraka |

## Demografie
Nunungan had bij de census van 2007 een inwoneraantal van 13.999 mensen. Dit zijn 1.794 mensen (14,7%) meer dan bij de vorige census van 2000. De gemiddelde jaarlijkse groei komt daarmee uit op 1,91%, hetgeen lager is dan het landelijk jaarlijks gemiddelde over deze periode (2,04%). Vergeleken met de census van 1995 is het aantal mensen met 3.236 (30,1%) toegenomen.

De bevolkingsdichtheid van Nunungan was ten tijde van de laatste census, met 13.999 inwoners op 473,28 km², 29,6 mensen per km².